# HD 89307 b
HD 89307 b é um planeta extrassolar orbitando a estrela HD 89307, localizada a aproximadamente 108 anos-luz da constelação de Leo. O planeta leva aproximadamente 187 megasegundos para completar a órbita (aproximadamente 2164 dias ou 5.9 anos). A massa mínima do planeta é 1.92 MJ levando em conta que sua inclinação parmanece desconhecida. Como é característico dos planetas de longo período orbital, a sua excentricidade é maior que a de qualquer planeta do sistema solar, orbitando a uma distância média de 491 gigametros. A velocidade da oscilação estelar causada pela gravidade do planeta é de 31 m/s. A velocidade orbital média é de 16.6 m/s.